# Marietta Meguid
Marietta Meguid (* 1965 in Stuttgart) ist eine deutsche Theaterschauspielerin.

## Leben
Marietta Meguid ist Tochter eines ägyptischen Vaters und einer deutschen Mutter. Sie studierte von 1985 bis 1989 Schauspiel an der Hochschule für Musik und Darstellende Kunst Stuttgart. 1989 erhielt sie ein erstes Engagement an der Württembergischen Landesbühne Esslingen. Mit dem dortigen Intendanten Friedrich Schirmer wechselte sie zu den Städtischen Bühnen Freiburg. Seit 1993 ist sie festes Ensemblemitglied im Schauspiel Staatstheater Stuttgart.

## Theater
Marietta Meguid ist seit 1993 am Staatstheater Stuttgart in folgenden Stücken aufgetreten:
- „La Línea“ (Ann Jaramillo), Regie: Catja Baumann, Rolle: Abuelita
- „Übergewicht, unwichtig: Unform“ (Werner Schwab), Regie: Stephan Rottkamp, Rolle: Hasi
- „Der Prinz von Dänemark. Ein Hamlet-Musical von und mit Harald Schmidt“,  Regie: Christian Brey, Rolle: Gertrud
- „Fremdes Haus“ (Dea Loher), Regie: Annette Pullen, Rolle: Terese Mihaijlov
- „EOS“ (Soeren Voima), Regie: Christian Weise, Rolle: Melanie
- „The Cocka Hola Company“ (Matias Faldbakken), Regie: Volker Lösch, Rolle: Monica Lexow
- „… ja Zuckererbsen für jedermann…“ Ein Heinrich-Heine-Abend, eingerichtet von Elmar Roloff
- „Medea“ (Euripides), Regie: Volker Lösch
- Rezitation in „cosmos3. Verklärte Nacht“ in Zusammenarbeit mit dem Stuttgarter Kammerorchester
- „Ressource Liebe“ (Robert Woelfl), Regie: Sebastian Röhrle, Rolle: Maren
- „Die heilige Johanna der Schlachthöfe“ (Bertolt Brecht), Regie: Volker Lösch
- „Hund frisst Gras“ (Meike Hauck), Regie: Claudia Bauer, Rolle: Vera
- „Steinkes Rettung“ (Oliver Bukowski), Regie: Hasko Weber, Rolle: Gerit Steinke
- „Die sieben Raben“ (Jacob und Wilhelm Grimm), Regie: Enrico Lübbe, Rolle: Mutter
- „Dogville“ (Lars von Trier), Regie: Volker Lösch, Rolle: Vera